# Herminium
Herminium é um género botânico pertencente à família das orquídeas (Orchidaceae).

## Espécies
1. Herminium alaschanicum Maxim., Bull. Acad. Imp. Sci. Saint-Pétersbourg, III, 31: 105 (1887)
2. Herminium carnosilabre Tang & F.T.Wang, Bull. Fan Mem. Inst. Biol. 10: 32 (1940)
3. Herminium chloranthum Tang & F.T.Wang, Bull. Fan Mem. Inst. Biol. 10: 34 (1940)
4. Herminium coiloglossum Schltr., Repert. Spec. Nov. Regni Veg. 3: 15 (1906)
5. Herminium ecalcaratum (Finet) Schltr., Repert. Spec. Nov. Regni Veg. Beih. 4: 101 (1919)
6. Herminium glossophyllum Tang & F.T.Wang, Bull. Fan Mem. Inst. Biol. 7: 127 (1936)
7. Herminium haridasanii A.N.Rao, J. Econ. Taxon. Bot. 16: 725 (1992)
8. Herminium jaffreyanum King & Pantl., J. Asiat. Soc. Bengal, Pt. 2, Nat. Hist. 65: 130 (1896)
9. Herminium kamengense A.N.Rao, J. Econ. Taxon. Bot. 25: 287 (2001)
10. Herminium kumaunensis Deva & H.B.Naithani, Orchid Fl. N.W. Himalaya: 159 (1986)
11. Herminium lanceum (Thunb. ex Sw.) Vuijk, Blumea 11: 228 (1961)
12. Herminium longilobatum S.N.Hegde & A.N.Rao, Himalayan Pl. J. 1(2): 47 (1982)
13. Herminium mackinonii Duthie, J. Asiat. Soc. Bengal, Pt. 2, Nat. Hist. 71: 44 (1902)
14. Herminium macrophyllum (D.Don) Dandy, J. Bot. 70: 328 (1932)
15. Herminium monorchis (L.) R.Br. in W.T.Aiton, Hortus Kew. 5: 191 (1813)
16. Herminium ophioglossoides Schltr., Notes Roy. Bot. Gard. Edinburgh 5: 96 (1912)
17. Herminium quinquelobum King & Pantl., J. Asiat. Soc. Bengal, Pt. 2, Nat. Hist. 65: 130 (1896)
18. Herminium singulum Tang & F.T.Wang, Bull. Fan Mem. Inst. Biol. 10: 35 (1940)
19. Herminium souliei (Finet) Rolfe, J. Linn. Soc., Bot. 36: 51 (1903)
20. Herminium tangianum (S.Y.Hu) K.Y.Lang, Acta Phytotax. Sin. 25: 458 (1987)
21. Herminium yunnanense Rolfe, Notes Roy. Bot. Gard. Edinburgh 8: 24 (1913)